# Cal Ramon Gansola
Cal Ramon Gansola, Cal Ramon Cansola o, simplement, Cal Ramon, és una masia del poble de la Coma, al municipi de la Coma i la Pedra, a la Vall de Lord (Solsonès).

## Situació
Està situada 1.030 m. d'altitud, a poc menys de 300 m. al NO de les Fonts del Cardener i a la riba dreta de la Rasa de Coll de Port que en aquest tram rep el nom, entre d'altres, de la Ribereta de Cal Ramon precisament a causa de la proximitat de la masia a aquest corrent fluvial.

## Característiques
La masia, restaurada com a residència, és de planta rectangular d'uns 13 x 9 metres, està obrada en pedra i té la façana orientada a l'est (als 18 minuts de rellotge). El cos principal de la casa és de planta baixa i dos pisos, té coberta simètrica de doble vessant feta amb teules i té adossada una ala lateral al costat nord amb coberta també simètrica de doble vessant.
A uns 20 metres al nord de la casa hi ha una segona edificació també obrada en pedra i coberta d'un sol vessant.